# Nonnewitz
Nonnewitz is een plaats en voormalige gemeente in de Duitse deelstaat Saksen-Anhalt, en maakt deel uit van de Landkreis Burgenlandkreis.
Nonnewitz telt 857 inwoners.